# Анрі Картон де Віарт
Анрі Віктор Марі Гіслан, граф Картон де Віарт (31 січня 1869 , Брюссель  — 6 травня 1951 , Уккел ) — голова уряду країни з 20 листопада 1920-го до 6 травня 1921 року. Походив з аристократичної родини, брат Адріана Картона де Віарта.
Народився в Брюсселі, вивчав право. Його було обрано до Палати представників бельгійського парламенту 1896 року. Залишався в парламенті до самої своєї смерті 1951 року.
Очолював коаліційний уряд у 1920—1921 роках, окрім того, обіймав посади міністра юстиції з 1911 до 1918 року, делегата від Бельгії у Лізі Націй з 1928 до 1935 року та міністра соціальної політики з 1932 до 1934 року. Після німецького вторгнення до Бельгії у травні 1940 року Картон де Віарт очолював бельгійський уряд у вигнанні в Лондоні.